# Tribes 2
Tribes 2, seguito di Starsiege: Tribes, è uno sparatutto in prima persona improntato sulle modalità multiplayer. È stato sviluppato da Dynamix per Sierra On-Line nel 2001. Il gioco è stato pubblicato come freeware nel 2004.

## Modalità di gioco
Tribes 2 è dotato di diverse modalità multiplayer: ad esempio Capture the Flag permette un massimo di 64 giocatori in contemporanea. È possibile usare veicoli sia terrestri che aerei; è inoltre dotato di parecchi mod grazie alla facile modificabilità permessa dagli autori. Al suo interno è presente un servizio online per facilitare la comunicazione fra utenti, e che ha permesso la creazione di molti clan; tuttavia ad oggi, con il fallimento della Dynamix, i servizi sono disattivi.